# Dipteris lobbiana
Dipteris lobbiana là một loài dương xỉ trong họ Dipteridaceae. Loài này được Hook. T. Moore mô tả khoa học đầu tiên năm 1857.